# Aleksandr Awsiejewicz
Aleksandr Aleksandrowicz Awsiejewicz (ros. Александр Александрович Авсеевич, ur. 23 listopada 1919 w powiecie lepelskim w guberni witebskiej, zm. ?) – radziecki generał porucznik lotnictwa, uczestnik II wojny światowej.

## Życiorys
Od stycznia 1919 służył w Armii Czerwonej, od września 1921 w Czece, w październiku 1930 został funkcjonariuszem operacyjnym OGPU Białoruskiego Okręgu Wojskowego. W 1932 ukończył szkołę lotniczą towarzystwa „Dynamo”, w lipcu 1934 został pomocnikiem szefa Oddziału 3 Wydziału Specjalnego Zarządu Bezpieczeństwa Państwowego (UGB) NKWD Białoruskiej SRR. W sierpniu 1934 został skierowany do pracy NKWD w Kraju Dalekowschodnim, później ponownie pracował w aparacie NKWD Białoruskiej SRR, od grudnia 1946 pracował w centralnym aparacie kontrwywiadu wojskowego NKWD ZSRR. Kierował m.in. Oddziałem 2, zajmującym się Siłami Powietrznymi ZSRR. Od kwietnia 1940 do marca 1940 był szefem Oddziału 3 Wydziału 4 GUGB NKWD ZSRR, później zastępcą szefa i szefem Oddziału 2 Zarządu 3 Ludowego Komisariatu Obrony ZSRR, od 29 kwietnia do 9 lipca 1943 był pomocnikiem szefa Smiersz. 14 lutego 1943 otrzymał stopień pułkownika bezpieczeństwa państwowego, 26 maja 1943 generała majora, a 19 sierpnia 1944 generała porucznika lotnictwa.

## Odznaczenia
- Order Lenina (dwukrotnie, 21 lutego 1945 i 18 sierpnia 1945)
- Order Czerwonego Sztandaru (trzykrotnie, w tym 23 listopada 1942 i 3 listopada 1944)
- Order Wojny Ojczyźnianej I klasy (28 października 1943)
- Order „Znak Honoru” (22 lipca 1937)
- Odznaka „Zasłużony Funkcjonariusz NKWD” (2 lutego 1942)

I 6 medali.